# Julius Erving
Julius Winfield Erving II (Roosevelt, Nueva York; 22 de febrero de 1950), conocido popularmente como Dr. J, es un exjugador de baloncesto estadounidense que disputó cinco temporadas en la ABA y posteriormente once más en la NBA. Con 2,01 metros de estatura, jugaba en la posición de alero.
Erving ganó tres campeonatos, cuatro premios MVP y tres títulos de máximo anotador tanto en la ABA, con Virginia Squires y New York Nets, como en la NBA, con Philadelphia 76ers. Es el quinto máximo anotador de la historia del baloncesto profesional con 30 026 puntos (NBA y ABA combinados).
Erving fue nombrado uno de los 50 mejores jugadores de la historia de la NBA y en 1993 fue incluido en el Basketball Hall of Fame. Además, fue uno de los pioneros del mate, popularizando el espectacular "Tomahawk". Desde el año 2015, el Naismith Memorial Basketball Hall of Fame otorga el Julius Erving Small Forward of the Year Award al mejor alero de la División I de la NCAA.

## Trayectoria deportiva

### Universidad
El Doctor J, apodo que ya tenía en el Instituto Roosevelt, inició sus estudios en la Universidad de Massachusetts en 1968. En dos años de carrera, promedió unos espectaculares 26,3 puntos y 20,2 rebotes por partido, a pesar de sus escasos 1,98 metros de estatura. Es uno de los únicos 5 jugadores que han conseguido la hazaña de promediar más de 20 puntos y 20 rebotes en la NCAA. A pesar de ello, no atrajo demasiado la atención del público en aquellos años.

### Virginia Squires
En una época en la cual dos grandes ligas convivían, y el flujo de jugadores de una a otra era frecuente, Erving decidió firmar como agente libre por Virginia Squires, de la ABA, en 1971. Aunque los Squires ya contaban con el anotador Charlie Scott, pronto se ganó una reputación como jugador, y sobre todo, por lo espectacular de su juego, en especial sus mates. En esa primera temporada como profesional, promedió 27,3 puntos por partido, quedando segundo en la carrera hacia el premio de Rookie del año por detrás de otra leyenda, Artis Gilmore. Fue seleccionado en el segundo mejor quinteto de la liga y en el primero de rookies. Tras finalizar la temporada con un récord de 45 victorias y 39 derrotas, segundos en el Este detrás de los 68-16 de Kentucky Colonels, los Squires llegaron hasta las Finales de la División Este, donde fueron derrotados por los New York Nets de Rick Barry. En playoffs, Erving promedió 33.3 puntos por partido, tanto en la serie ante The Floridians como en la de los Nets.
En 1972 fue declarado elegible por la NBA y fue Milwaukee Bucks quien pujó por él, en la duodécima elección del Draft de la NBA de 1972. De haber ido a jugar allí, hubiese coincidido con dos de los más grandes jugadores de todos los tiempos, Oscar Robertson y Kareem Abdul Jabbar, pero no le satisfizo la elección, e intentó jugar con Atlanta Hawks, llegando incluso a jugar tres partidos de pretemporada con ellos, pero una disposición judicial le obligó a volver a la ABA, con su antiguo equipo. De vuelta a la ABA, en su segunda temporada como profesional, promedió 31.9 puntos por partido, el máximo de su carrera, y recibió la primera de sus cuatro consecutivas elecciones en el mejor quinteto de la ABA, junto con Artis Gilmore, Billy Cunningham, James Jones y Warren Jabali. Su estilo espectacular, unido a su imagen con pelo afro le convirtieron enseguida en la imagen de la liga.

### New York Nets

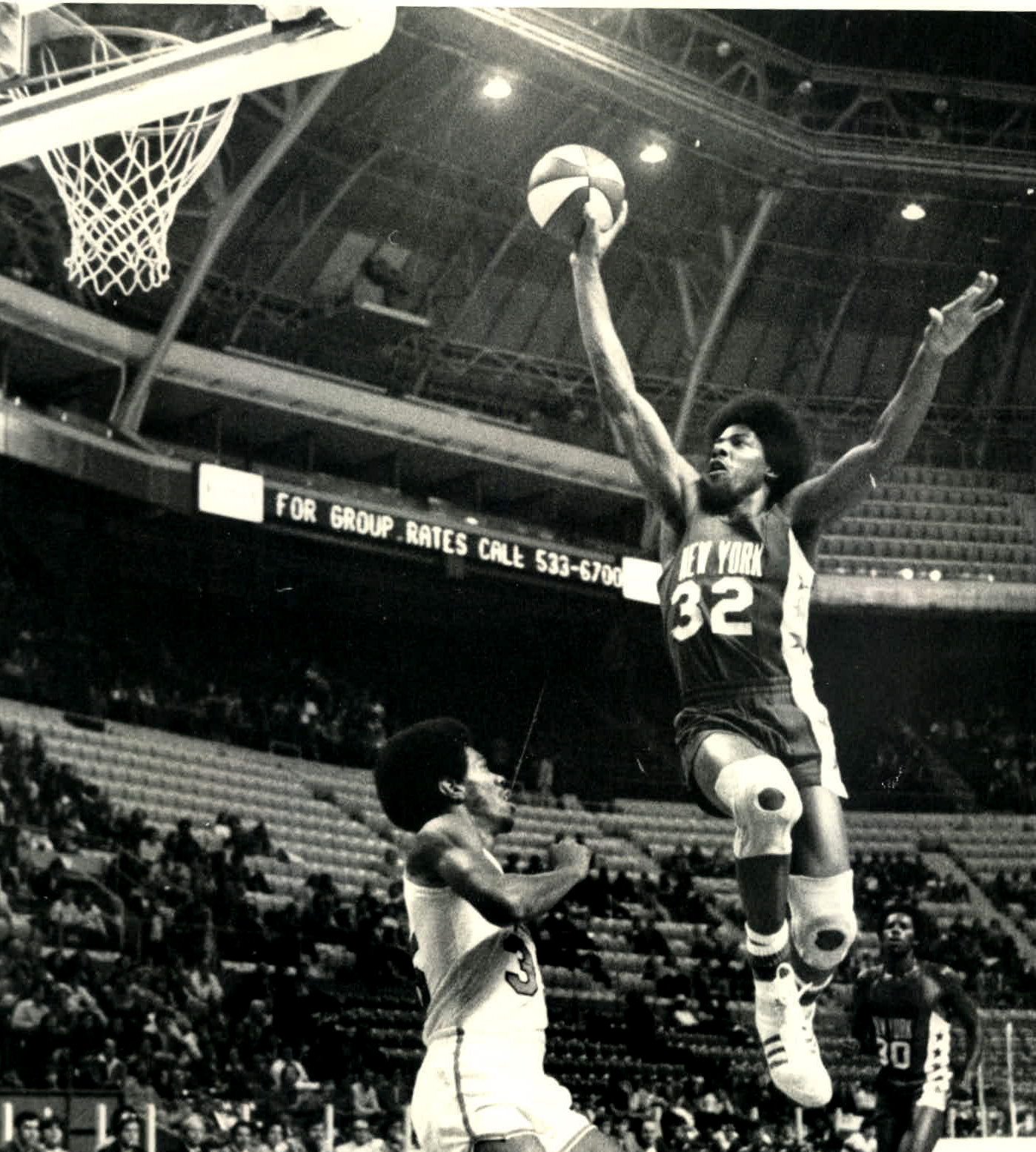
Erving con los Nets en 1974.

Los Squires, como muchos otros equipos de la liga del balón tricolor, no pasaban por su mejor momento económico, y se vieron forzados a traspasar al Dr.J a New York Nets junto con Willie Sojourner a cambio de George Carter, los derechos de draft de Kermit Washington y dinero.
En su primera temporada en el equipo, Erving lideró a los Nets a un récord de 55-29 en la temporada regular y a ganar su primer título de la ABA ante Utah Stars. Además, repitió como máximo anotador de la liga con 27.4 puntos por partido, quedando también sexto en la liga en asistencias y tercero en robos de balón y tapones. Aquella temporada ganó el primero de sus tres consecutivos premios MVP de la ABA. Se erigió en ese momento en el mejor jugador de la liga, y en un símbolo para la misma, que hizo que ganase credibilidad, y que sumara muchos aficionados en aquellos años.
En 1976 la liga agonizaba, con varios equipos desaparecidos y otros cerca de la ruina. Sin embargo, revivió gracias a la creación del primer concurso de mates de la historia, en el que Erving ganó a Gilmore, Kenon, George Gervin y David Thompson. Los Nets consiguieron plaza en la ampliada NBA, no sin antes derrotar a Denver Nuggets, a la sazón otro de los equipos que dio el salto, en la última final del campeonato, que terminó con Erving promediando 34,7 puntos en los playoffs, lo que le convirtió en el MVP de los mismos. Además, por tercera vez consiguió ser el máximo anotador de la temporada regular, esta vez con 29.3 por partido.
En 5 temporadas en la ABA, Erving acumuló 2 campeonatos, 3 títulos de MVP y encabezó en 3 ocasiones la lista de máximos anotadores.

### Philadelphia 76ers

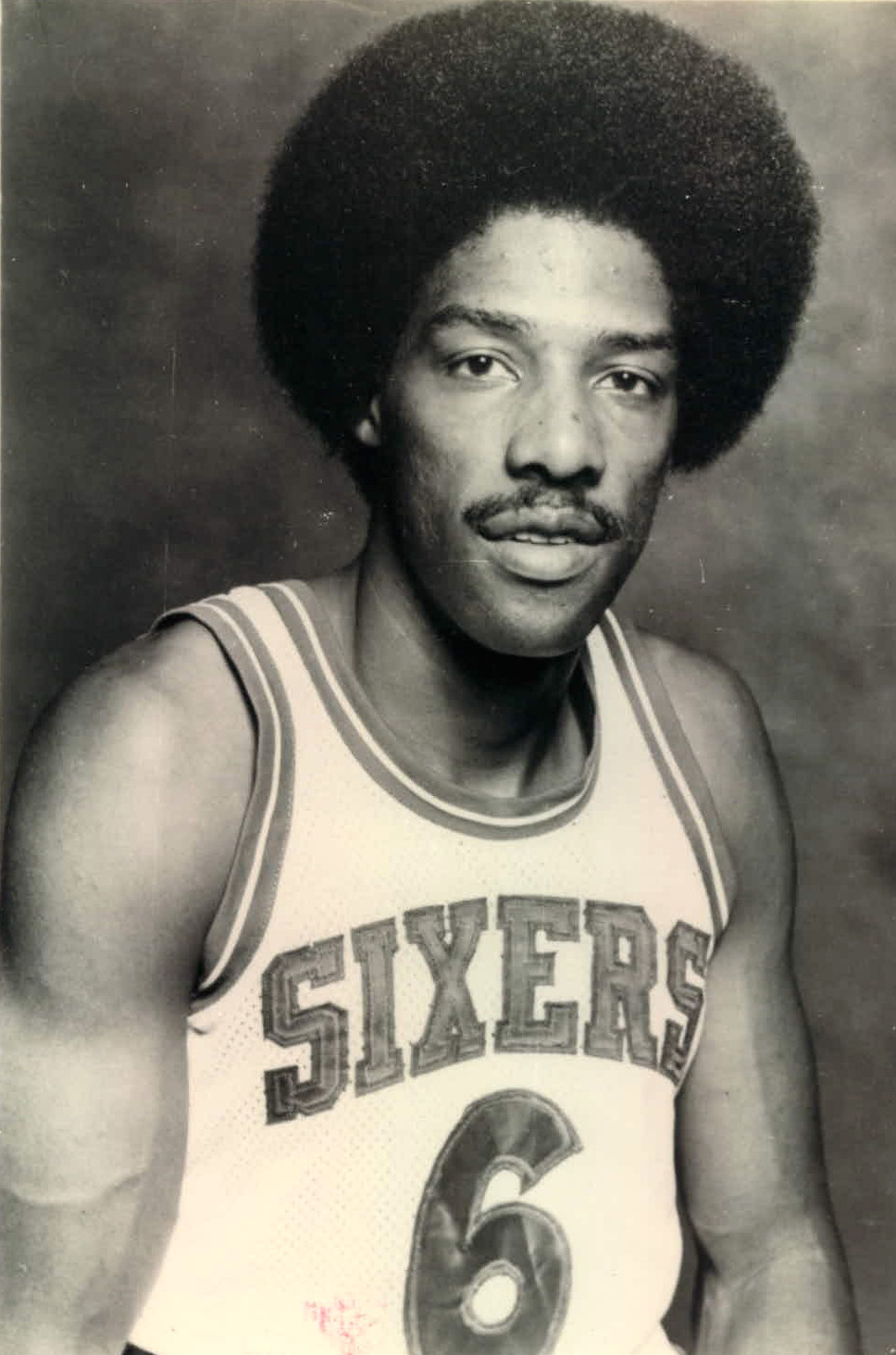
Erving en 1976.

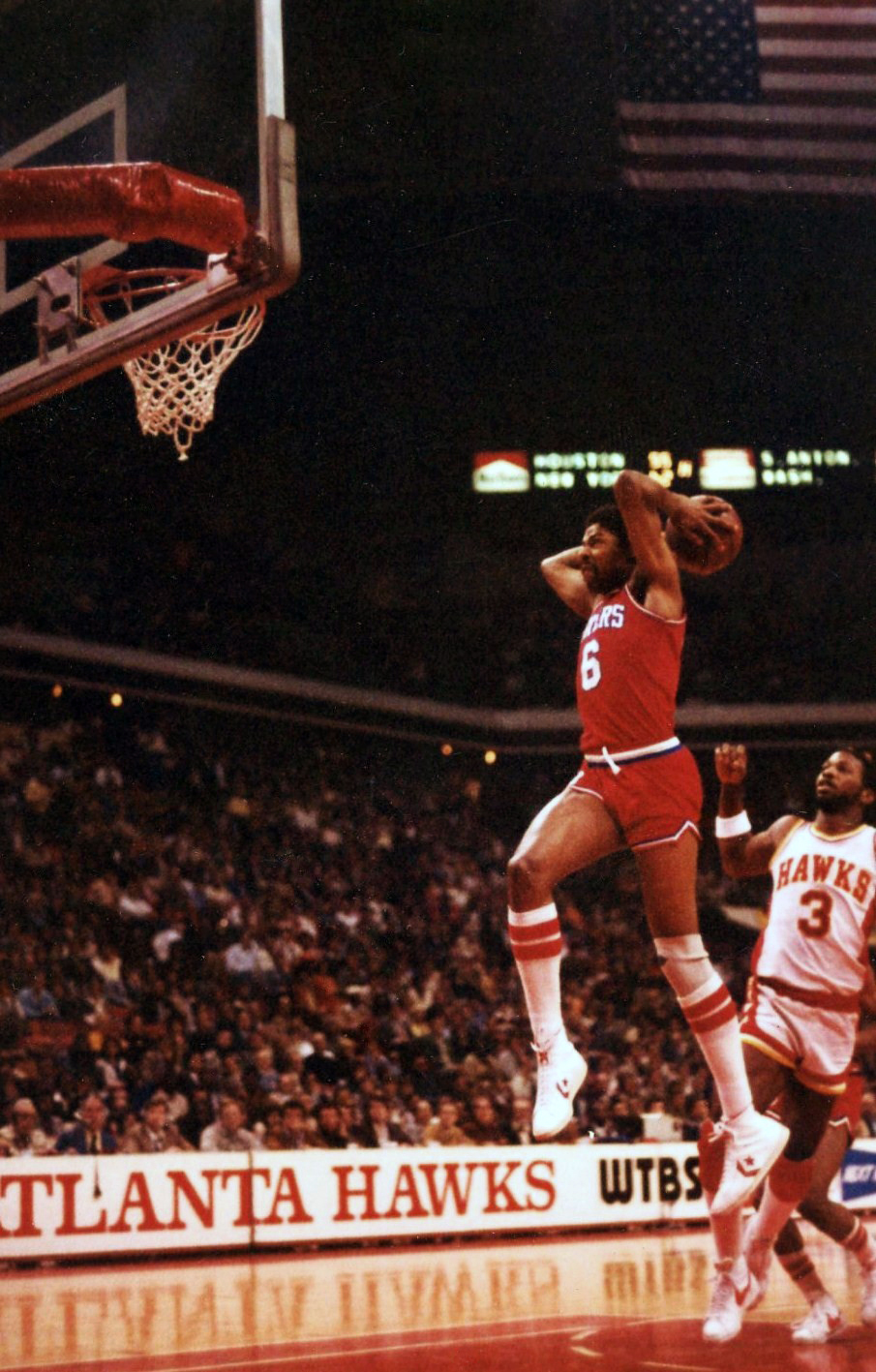
Julius Erving con los Sixers en 1981.

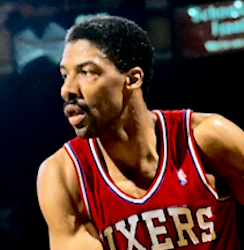
Julius Erving con los Sixers en 1987.

Después de que la ABA se desintegrase, los Nets, San Antonio Spurs, Denver Nuggets e Indiana Pacers se unieron a la NBA en la temporada 1976-77. Tras el incumplimiento de la promesa del propietario de los Nets Roy Boe de aumentar el sueldo de Erving, el jugador rechazó jugar en esas condiciones y Boe se vio obligado a venderle a Philadelphia 76ers.
Muy pronto se convertiría en el líder de la franquicia, llevándoles a las Finales de la NBA, donde se enfrentaron a los Portland Trail Blazers de Bill Walton. Después de ponerse por delante por 2 victorias a 0, los de Oregón encadenaron 4 victorias consecutivas para conseguir el anillo de campeón.
Sin embargo, Erving disfrutó también del éxito fuera de la cancha, convirtiéndose en uno de los primeros jugadores en representar productos y en tener zapatillas comercializadas bajo su nombre. Por aquella época, apareció en un anuncio de televisión incitando a jóvenes admiradores a pedirle un autógrafo en un aeropuerto, refiriéndose a él desde ese momento como "Dr. Chapstick". También apareció en la película de comedia de baloncesto El Pez Que Salvó Pittsburgh (Basket music fue el título en España), en 1979.
En los años posteriores, Erving tiró del carro de un equipo que no estaba a su nivel, pero que llegaba con facilidad a las Finales de Conferencia. Con la irrupción de Larry Bird en Boston Celtics, se revivieron viejas rivalidades entre las dos ciudades del este, llegando incluso a protagonizar las estrellas de cada equipo uno de los primeros videojuegos deportivos de la historia, denominado Julius Erving-Larry Bird One-on-One (Julius Erving-Larry Bird Uno Contra Uno) de Electronic Arts.
En 1980, los Sixers llegaron nuevamente a las Finales, donde se encontrarían con Los Angeles Lakers, dirigidos por Magic Johnson. Los californianos acabaron venciendo 4-2, pero el Dr.J dejó para la historia una jugada inolvidable denominada Baseline Move, una espectacular entrada a canasta por detrás del tablero llevando el balón con una mano con el brazo totalmente estirado y girando sobre sí mismo para conseguir la canasta.
En 1981 y en 1982, los Sixers cayeron de nuevo en playoffs ante los Celtics y Lakers respectivamente, aunque en 1981, Erving fue nombrado MVP de la Temporada. En la temporada 1982-83, los Sixers logran por fin poner fin a las carencias de un hombre alto y poderoso en la zona con la adquisición de Moses Malone. Dominaron completamente la temporada, y arrasaron en los Play-offs, perdiendo un único encuentro en ellos (ante Milwaukee Bucks en las Finales de Conferencia), y barriendo a los Lakers en las Finales, consiguiendo así Erving su primer campeonato en la NBA.
Erving mantuvo su nivel de juego en los siguientes años, promediando 22.4, 20.0, 18.1, y 16.8 puntos por partido en sus cuatro últimas temporadas como profesional. Se retiró a la edad de 37 años al finalizar la temporada 1986-87, siendo homenajeado en todos y cada uno de los campos que pisó en ese último año. En 1993 fue elegido en el Basketball Hall of Fame. Es uno de los pocos jugadores en el baloncesto moderno en tener dos camisetas retiradas con su dorsal, la #32 de los Nets, y la #6 de los 76ers.

## Estadísticas de su carrera en la ABA y la NBA
|  | Denota temporadas en las que ganó el Campeonato de la NBA |
|  | Denota temporadas en las que ganó el Campeonato de la ABA |
|  | Líder de la liga                                          |

### Temporada regular
| Año      | Equipo         | PJ   | PT  | MPP  | %TC  | %3P  | %TL  | RPP  | APP | ROB | TPP | PPP  |
| -------- | -------------- | ---- | --- | ---- | ---- | ---- | ---- | ---- | --- | --- | --- | ---- |
| 1971-72  | Virginia (ABA) | 84   | -   | 41.8 | .498 | .188 | .745 | 15.7 | 4.0 | -   | -   | 27.3 |
| 1972-73  | Virginia (ABA) | 71   | -   | 42.2 | .496 | .208 | .776 | 12.2 | 4.2 | 2.5 | 1.8 | 31.9 |
| 1973-74  | New York (ABA) | 84   | -   | 40.5 | .512 | .395 | .766 | 10.7 | 5.2 | 2.3 | 2.4 | 27.4 |
| 1974-75  | New York (ABA) | 84   | -   | 40.5 | .506 | .333 | .799 | 10.9 | 5.5 | 2.2 | 1.9 | 27.9 |
| 1975-76  | New York (ABA) | 84   | -   | 38.6 | .507 | .330 | .801 | 11.0 | 5.0 | 2.5 | 1.9 | 29.3 |
| 1976-77  | Philadelphia   | 82   | -   | 35.9 | .499 | -    | .777 | 8.5  | 3.7 | 1.9 | 1.4 | 21.6 |
| 1977-78  | Philadelphia   | 74   | -   | 32.8 | .502 | -    | .845 | 6.5  | 3.8 | 1.8 | 1.3 | 20.6 |
| 1978-79  | Philadelphia   | 78   | -   | 35.9 | .491 | -    | .745 | 7.2  | 4.6 | 1.7 | 1.3 | 23.1 |
| 1979-80  | Philadelphia   | 78   | -   | 36.1 | .519 | .200 | .787 | 7.4  | 4.6 | 2.2 | 1.8 | 26.9 |
| 1980-81  | Philadelphia   | 82   | -   | 35.0 | .521 | .222 | .787 | 8.0  | 4.4 | 2.1 | 1.8 | 24.6 |
| 1981-82  | Philadelphia   | 81   | 81  | 34.4 | .546 | .273 | .763 | 6.9  | 3.9 | 2.0 | 1.7 | 24.4 |
| 1982-83  | Philadelphia   | 72   | 72  | 33.6 | .517 | .286 | .759 | 6.8  | 3.7 | 1.6 | 1.8 | 21.4 |
| 1983-84  | Philadelphia   | 77   | 77  | 34.8 | .512 | .333 | .754 | 6.9  | 4.0 | 1.8 | 1.8 | 22.4 |
| 1984-85  | Philadelphia   | 78   | 78  | 32.5 | .494 | .214 | .765 | 5.3  | 3.0 | 1.7 | 1.4 | 20.0 |
| 1985-86  | Philadelphia   | 74   | 74  | 33.4 | .480 | .281 | .785 | 5.0  | 3.4 | 1.5 | 1.1 | 18.1 |
| 1986-87  | Philadelphia   | 60   | 60  | 32.0 | .471 | .264 | .813 | 4.4  | 3.2 | 1.3 | 1.6 | 16.8 |
| Total    | Total          | 1243 | 442 | 36.4 | .506 | .298 | .777 | 8.5  | 4.2 | 2.0 | 1.7 | 24.2 |
| All-Star | All-Star       | 16   | 16  | 28.1 | .496 | .667 | .793 | 6.6  | 3.6 | 1.2 | 1.0 | 20.0 |

### Playoffs
| Año   | Equipo         | PJ  | PT | MPP  | %TC  | %3P  | %TL  | RPP  | APP | ROB | TPP | PPP  |
| ----- | -------------- | --- | -- | ---- | ---- | ---- | ---- | ---- | --- | --- | --- | ---- |
| 1972  | Virginia (ABA) | 11  | -  | 45.8 | .518 | .250 | .835 | 20.4 | 6.5 | -   | -   | 33.3 |
| 1973  | Virginia (ABA) | 5   | -  | 43.8 | .527 | .000 | .750 | 9.0  | 3.2 | -   | -   | 29.6 |
| 1974  | New York (ABA) | 14  | -  | 41.4 | .528 | .455 | .741 | 9.6  | 4.8 | 1.6 | 1.4 | 27.9 |
| 1975  | New York (ABA) | 5   | -  | 42.2 | .455 | .000 | .844 | 9.8  | 5.6 | 1.0 | 1.8 | 27.4 |
| 1976  | New York (ABA) | 13  | -  | 42.4 | .533 | .286 | .804 | 12.6 | 4.9 | 1.9 | 2.0 | 34.7 |
| 1977  | Philadelphia   | 19  | -  | 39.9 | .523 | -    | .821 | 6.4  | 4.5 | 2.2 | 1.2 | 27.3 |
| 1978  | Philadelphia   | 10  | -  | 35.8 | .489 | -    | .750 | 9.7  | 4.0 | 1.5 | 1.8 | 21.8 |
| 1979  | Philadelphia   | 9   | -  | 41.3 | .517 | -    | .761 | 7.8  | 5.9 | 2.0 | 1.9 | 25.4 |
| 1980  | Philadelphia   | 18  | -  | 38.6 | .488 | .222 | .794 | 7.6  | 4.4 | 2.0 | 2.1 | 24.4 |
| 1981  | Philadelphia   | 16  | -  | 37.0 | .475 | .000 | .757 | 7.1  | 3.4 | 1.4 | 2.6 | 22.9 |
| 1982  | Philadelphia   | 21  | -  | 37.1 | .519 | .167 | .752 | 7.4  | 4.7 | 1.8 | 1.8 | 22.0 |
| 1983  | Philadelphia   | 13  | -  | 37.9 | .450 | .000 | .721 | 7.6  | 3.4 | 1.2 | 2.1 | 18.4 |
| 1984  | Philadelphia   | 5   | -  | 38.8 | .474 | .000 | .864 | 6.4  | 5.0 | 1.6 | 1.2 | 18.2 |
| 1985  | Philadelphia   | 13  | 13 | 33.4 | .449 | .000 | .857 | 5.6  | 3.7 | 1.9 | .8  | 17.1 |
| 1986  | Philadelphia   | 12  | 12 | 36.1 | .450 | .182 | .738 | 5.8  | 4.2 | .9  | 1.3 | 17.7 |
| 1987  | Philadelphia   | 5   | 5  | 36.0 | .415 | .333 | .840 | 5.0  | 3.4 | 1.4 | 1.2 | 18.2 |
| Total | Total          | 189 | 30 | 38.9 | .496 | .224 | .784 | 8.5  | 4.4 | 1.7 | 1.7 | 24.2 |

## Vida personal

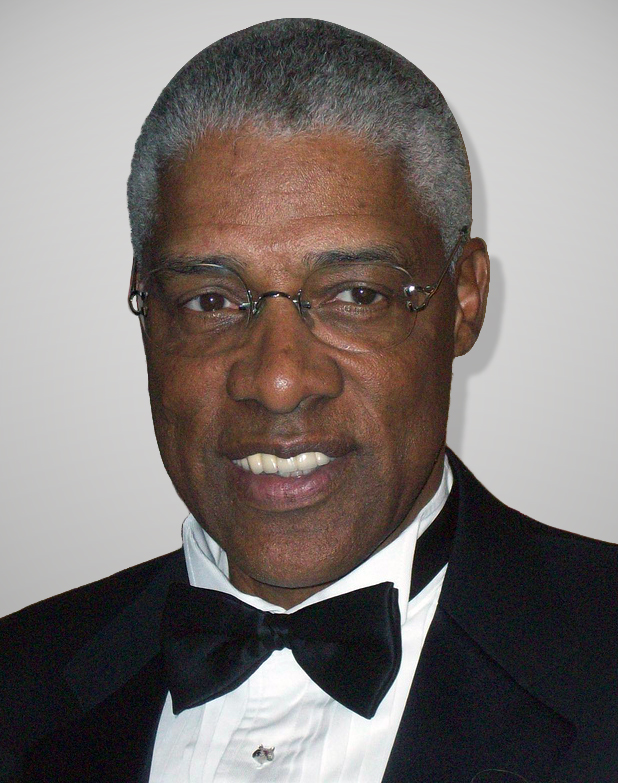
Julius Erving en la Grand Gala.

Erving se ha confesado cristiano, hablando de su fe, diciendo:

After searching for the meaning of life for over ten years, I found the meaning in Jesus Christ.

El apodo de "Doctor J" se lo puso su compañero en los Nets y Squires, Willie Sojourner.
Erving se licenció en 1986 a través del University Without Walls de la Universidad de Massachusetts Amherst.
En 1988, Erving fue galardonado con el Golden Plate Award de la American Academy of Achievement.
Erving estuvo casado con Turquoise Erving desde 1972 hasta 2003. Juntos tuvieron cuatro hijos. En 2000, su hijo de diecinueve años, Cory, estuvo desaparecido durante cuatro semanas, hasta que fue hallado hundido con su coche en un estanque. Erving lo mencionó como el peor día de su vida.
Además, es el padre de la tenista Alexandra Stevenson, nacida de su relación con Samantha Stevenson en 1980, cuando Samantha trabajaba en Filadelfia como periodista deportivo y Julius jugaba en los 76ers. Alexandra llegó a estar ubicada entre las 20 mejores tenistas del mundo del circuito WTA y fue semifinalista en Wimbledon en 1999. Erving ha apoyado económicamente a Stevenson a lo largo de los años, pero no había formado parte de su vida. La revelación pública de su relación no condujo inicialmente a un contacto entre padre e hija. Sin embargo, Stevenson se puso en contacto con Erving en 2008 y finalmente iniciaron el acercamiento. En 2009, Erving asistió al torneo de tenis Family Circle Cup para ver jugar a Stevenson, siendo la primera vez que asistía a uno de sus partidos.
Aparte de Alexandra, en 2003, fue padre de un segundo hijo fuera del matrimonio, Justin Kangas, con una mujer llamada Dorýs Madden. Entonces Julius y Turquoise Erving se divorciaron y Erving continuó su relación con Madden, con quien tuvo tres hijos más, cuatro en total. Finalmente se casaron en 2008.
Erving fue elegido en la décima posición en la lista de los 75 mejores jugadores de la historia de la NBA elaborada por la revista SLAM en 2003.
Fue clasificado por la ESPN como uno de los mejores atletas del siglo XX.
En 2013, la productora NBA Productions lanzó el documental The Doctor. Fue el primer documental emitido en NBA TV, estuvo dirigido por Zak Levitt, y donde se narraba la trayectoria deportiva de Julius así como su impacto en la actual NBA.

### Otros proyectos
Desde su retirada, Julius ha iniciado varios proyectos empresariales: como ser dueño de una planta de embotellamiento de Coca-Cola en Philadelphia, y trabajando como analista deportivo en televisión para la NBC. Tras eso, Erving se unió al personal de oficina de Orlando Magic, como vicepresidente de RDV Sports y vicepresidente ejecutivo de los Magic el 4 de junio de 1997.
Junto con el exjugador de la NFL Joe Washington, presentaron un equipo de la NASCAR Busch Grand National Series a finales de los años 1990, convirtiéndose en el primer equipo de la NASCAR en ser poseído completamente por minorías. El equipo tenía asegurado el patrocinio de Dr Pepper para la mayoría de sus temporadas en activo. Erving, un fan de las carreras, declaró que su incursión en la NASCAR era una tentativa de levantar el interés en las carreras entre los afroamericanos.
Erving también formó parte del consejo de administración de Converse (previo a la quiebra de 2001), Darden Restaurants, Inc., Saks Incorporated y The Sports Authority.
En 2009, Erving era el propietario de The Celebrity Golf Club International a las afueras de Atlanta, pero el club se vio obligado a declararse en quiebra poco después.
En 2013 Erving hizo un cameo en un capítulo de la novena temporada de la serie estadounidense The Office.

## Momentos memorables
El juego del Doctor J se caracterizó principalmente por su vistosidad, ofreciendo a lo largo de su carrera infinidad de momentos inolvidables. Pero quizás los más conocidos sean dos, el denominado Baseline move sobre Kareem Abdul-Jabbar y el Rock The Cradle sobre Michael Cooper, curiosamente ambos jugadores de los Lakers.

### The Baseline Move
Ocurrió durante las finales de 1980, cuando penetró por la línea de fondo del lado derecho del campo, con el brazo totalmente extendido un metro por detrás del tablero, y encontrándose en el camino a todo un Kareem Abdul-Jabbar. Erving giró sobre sí mismo, y a canasta pasada dejó una bandeja que tras dar en el tablero entró por el aro.

### Rock The Cradle
Ocurrió en 1983, en un partido de la temporada regular de nuevo ante los Lakers. Una pérdida de balón originó un rápido contraataque por el lado izquierdo, recibiendo Erving el balón todavía en su campo, atravesó toda la cancha siendo perseguido por Michael Cooper, y realizó un movimiento que se denominó Rock The Cradle (mecer la cuna), agarrándose el balón entre la mano y la muñeca y girando el brazo 360 grados para acabar consiguiendo el mate delante de un desesperado Cooper.

## Logros y reconocimientos
- 4 veces MVP de la liga (3 en la ABA y 1 en la NBA).
- 2 veces MVP de los Playoffs de la ABA (1974 y 1976).
- Máximo anotador de la ABA en 1973 y 1975.
- 16 veces All Star
  - 2 veces MVP del partido.
- 5 veces elegido en el mejor quinteto de la NBA.
- Uno de los 6 únicos jugadores de la historia en superar los 30 000 puntos en su carrera profesional.
- Tanto los Nets como los Sixers han retirado las camisetas con los números 32 y 6 respectivamente como homenaje.
- Elegido uno de los 50 mejores jugadores de la historia de la NBA en 1996.
- Miembro del Basketball Hall of Fame desde 1993.
- El 23 de agosto de 1997, en la celebración de la ABA's 30 Year Reunion, fue nombrado All-Time All-ABA Team junto con Maurice Lucas, Dan Issel, George Gervin, Rick Barry y Connie Hawkins.[24]
- Elegido en el Equipo del 75 aniversario de la NBA en 2021.

### Partidos ganados sobre la bocina
|      | con Philadelphia 76ers       |
| (PO) | Denota un partido de PlayOff |

| Número | Tiro         | Margen | Resultado | Oponente         | Fecha                 |
| ------ | ------------ | ------ | --------- | ---------------- | --------------------- |
| 1      | Tiro de tres | Empate | 123-120   | Dallas Mavericks | 28 de febrero de 1986 |
| 2      | Tiro de tres | -2     | 94-95     | Boston Celtics   | 6 de abril de 1986    |

1. ↑  Encestó desde su campo, siendo el segundo tiro ganador sobre la bocina más alejado (53 pies) del que se tiene constancia.

## Influencias
- Erving fue idolatrado por el rapero Dr. Dre, quien incluso rapeó durante un tiempo con el alias de "Dr. J".
- El legendario músico de smooth jazz Grover Washington, Jr., fan de los 76ers, creó la canción "Let It Flow (For Dr. J)", del álbum Winelight, en honor al jugador.
- El skater profesional Bam Margera tiene tatuado su apodo, "Dr. J", en la base de su labio inferior.
- Glenn "Doc" Rivers consiguió su apodo ya que a menudo llevaba la camiseta de Erving a los entrenamientos en la Universidad de Marquette.
- Julius Peppers, ala defensivo de Carolina Panthers, fue nombrado así por Erving.
- Scottie Pippen, uno de los mejores aleros de la historia de la NBA nombró a Dr. J como su máxima influencia.